# Libiszów (województwo łódzkie)
Libiszów – wieś w Polsce położona w województwie łódzkim, w powiecie opoczyńskim, w gminie Opoczno.
W latach 1954–1968 wieś należała i była siedzibą władz gromady Libiszów, po jej zniesieniu w gromadzie Bukowiec I. W latach 1975–1998 miejscowość administracyjnie należała do województwa piotrkowskiego.
Wieś jest siedzibą rzymskokatolickiej św. Mikołaja. We wsi jest kościół pod wezwaniem św. Mikołaja.

## Części wsi
| SIMC    | Nazwa      | Rodzaj    |
| ------- | ---------- | --------- |
| 0547260 | Trzęsawica | część wsi |

## Historia
Wieś notowana w dokumentach źródłowych w XIV wieku. Z tego okresu pochodzi informacja o kościele parafialnym pw. św. Mikołaja, św. Małgorzaty i św. Katarzyny który istniał tu wedle zapisów zapewne już w XIV w.
W roku 1442 po śmierci plebana Wawrzyńca, wynika spór o patronat między dziedzicami Libiszowa i Sobowina. Wieś była gniazdem rodu Libiszowskich herbu Wieniawa, którzy tu siedzą do końca XVII w. Obecny w dacie sporządzania noity słownika kościół drewniany pochodzi z roku 1522. Łany kmiece dawały dziesięcinę profesorom akademii krakowskiej (doktorom teologii), a dworskie i dwu kmieci plebanowi. W regestrze poborowym z roku 1577 podano Libiszów przez pomyłkę zapewne w parafii Gnojno. Libiszowscy mieli tu w czterech działach 5 łanów kmiecych, ½ łana była pusta, oraz 10 zagrodników z rolą.

## Zakład kolejowy
We wsi znajduje się duży zakład naprawczy PKP Intercity Remtrak z zatrudnieniem na poziomie 800 osób. W 2021 roku dokonano znacznej jego rozbudowy. Koszty modernizacji wyniosły 135 milionów złotych.